# Hannes Winklbauer
Hannes Winklbauer (* 25. Dezember 1949; eigentlich Johann Winklbauer) ist ein ehemaliger österreichischer Sport-Journalist, Fußballspieler, Nationalspieler und Trainer.

## Karriere als Spieler
Als Fußballspieler war Hannes Winklbauer beim Kapfenberger SV, SC Schwarz-Weiß Bregenz und von 1973 bis 1984 bei SV Austria Salzburg aktiv. Am 8. Juni 1974 feierte der damalige Kapitän der Salzburger im Spiel gegen Italien (0:0) sein Debüt in der österreichischen Nationalmannschaft, für die er in den Jahren 1974 und 1975 insgesamt 7 Auswahlspiele absolvierte. Sein letztes Spiel bestritt er in der Qualifikation zur Fußball-Europameisterschaft 1976 am 19. November 1975 bei der 0:1-Niederlage Österreichs auswärts gegen Wales.

## Karriere als Trainer
Nach dem Rücktritt als Fußballspieler schlug Hannes Winklbauer die Laufbahn als Trainer ein. In der Saison 1984/85 übernahm er, auf Initiative seines Bruders Hubert, der bereits beim Verein spielte, als alleinverantwortlicher Betreuer den Landesligisten ASVÖ FC Puch. Danach trainierte er im Spieljahr 1984/85 die Salzburger Austria. Als Trainer und Manager in Personalunion musste er mit dem Verein jedoch in die zweite Bundesliga absteigen. Einen wichtigen Erfolg für die Salzburger Austria vermochte Winklbauer damals jedoch mit der Entdeckung des erst 19-jährigen Piesendorfers Christian Fürstaller für sich zu verbuchen. Nach einem Tipp des Lokalredakteurs der Pinzgauer Nachrichten, Heinz Bayer, fuhr Winklbauer nach Zell am See, wo das junge Talent damals spielte, und verpflichtete den Abwehrspieler sofort für seine Austria. Christian Fürstaller gehörte in den 1990er Jahren auch zur erfolgreichen Meister- und UEFA-Cup-Mannschaft der Violetten.
Nicht nur Christian Fürstaller, sondern auch Wolfgang Feiersinger zählten zu seinen Entdeckungen. In dieser Saison wurde die Austria Meister in der 2. Division und konnte so den Weiterbestand des Vereines sichern.

## Karriere als Sportjournalist
Nachdem 1986/87 auch sein zweites Gastspiel als Trainer bei den Salzburgern nicht von Erfolg gekrönt war, beendete Hannes Winklbauer daraufhin seine kurze Karriere als Fußballtrainer und versuchte sich nunmehr als Sportjournalist. Bis zu seiner Pensionierung im Jahr 2010 war Hannes Winklbauer einer der profiliertesten und am meisten anerkannten Sportjournalisten in Österreich und schrieb vor allem für die Salzburger Nachrichten.

## Erfolge als Spieler
- 3 × Österreichisches Pokalfinale: 1974, 1980, 1981

| Personendaten    | Personendaten                                                       |
| ---------------- | ------------------------------------------------------------------- |
| NAME             | Winklbauer, Hannes                                                  |
| ALTERNATIVNAMEN  | Winklbauer, Johann (wirklicher Name)                                |
| KURZBESCHREIBUNG | österreichischer Fußballspieler, Fußballtrainer und Sportjournalist |
| GEBURTSDATUM     | 25. Dezember 1949                                                   |